# Donald Shebib
Pour les articles homonymes, voir Shabib.
Donald Shebib est un réalisateur, monteur, directeur de la photographie, scénariste et producteur canadien né le 17 janvier 1938 à Toronto (Ontario), où il est mort le 5 novembre 2023.

## Biographie
Shebib est né à Toronto, en Ontario , fils de Mary Alice Long, une Terre-Neuvienne d'origine irlandaise, et de Moses « Morris » Shebib, né à Sydney, en Nouvelle-Écosse, en 1910, lui-même fils d'immigrants libanais.

## Vie privée
Shebib a épousé l'actrice canadienne Tedde Moore, qu'il a rencontrée par l'intermédiaire d'un ami commun. Ils ne vivaient plus ensemble, bien que Moore l'appelait son « partenaire de vie ». 
Donald Shebib est décédé le 5 novembre 2023, à l'âge de 85 ans.

## Filmographie

### Cinéma
- 1962 : The Duel
- 1965 : Revival
- 1965 : Satan's Choice
- 1966 : A Search for Learning
- 1970 : Goin' Down the Road (en) (+ scénariste, producteur et monteur)
- 1971 : Rip-Off
- 1973 : Between Friends
- 1976 : Second Wind (+ monteur)
- 1979 : Fish Hawk
- 1981 : Heartaches
- 1983 : Running Brave
- 1986 : The Climb (en)
- 1992 : Change of Heart
- 1994 : The Ascent
- 2011 : Down the Road Again
- 2022 : Nightalk

### Télévision
- 1964 : Surfin' (TV) (+ directeur de la photographie)
- 1967 : San Francisco Summer 1967 (TV) (+ directeur de la photographie et monteur)
- 1967 : Satan's Choice (TV) (+ directeur de la photographie)
- 1969 : Good Times Bad Times (TV) (+ directeur de la photographie et monteur)
- 1974 : Deedee (TV)
- 1975 : The Canary (TV)
- 1977 : The Fighting Men (TV)
- 1986 : The Campbells (série télévisée)
- 1987 : Paire d'as ("Diamonds") (série télévisée)
- 1988 : Superkid ("My Secret Identity") (série télévisée)
- 1990 : Le Secret des deux orphelins (The Little Kidnappers) (TV)
- 1994 : Lonesome Dove (mini-série)
- 1996 : Le Lac Ontario ("The Pathfinder") (TV)
- 1997 : La Loi du colt ("Dead Man's Gun") (série télévisée)
- 1999 : Code Eternity ("Code Name: Eternity") (série télévisée)
- 2003 : Radio Free Roscoe (série télévisée)